# Bernadett Dékány
Bernadett Dékány (Budapest, 30 giugno 1992) è una pallavolista ungherese, schiacciatrice nel RC Cannes.

## Carriera

### Club
La carriera di Bernadett Dékány inizia nella stagione 2008-09 nel massimo campionato ungherese con il Vasas di Budapest, dove resta per quattro stagioni, vincendo uno scudetto nella stagione 2011-12 e due Coppe d'Ungheria. Nell'annata 2012-13 viene ingaggiata dalla Robursport Pesaro, nella Serie A1 italiana, mentre in quella seguente, resta in Italia, passando all'Antares di Sala Consilina, in Serie A2; nella stagione 2014-15 è ancora in serie cadetta con la Libertas Aversa di Aversa, così come in quella successiva quando gioca per la Pro Victoria, ottenendo la promozione in Serie A1.
Per il campionato 2016-17 si accasa al CSM Bucarest, nella Divizia A1 rumena, ma già nella stagione successiva ritorna nella Serie A2 italiana difendendo i colori della Trentino Rosa. Ingaggiata dall'Adolfo Consolini, sempre nella divisione cadetta italiana, per il campionato 2018-19, prima dell'inizio della stagione rescinde consensualmente il contratto con la formazione romagnola facendo ritorno al Vasas, dove resta per due annate, aggiudicandosi il campionato 2018-19.
Per la stagione 2020-21 si trasferisce in Francia per disputare la Ligue A con il RC Cannes.

### Nazionale
Veste la maglia delle nazionali giovanili ungheresi e dal 2011 quella della nazionale maggiore, con cui si aggiudica la medaglia d'argento all'European Golden League 2018.

## Palmarès

### Club
- Campionato ungherese: 2

2011-12, 2018-19
- Coppa d'Ungheria: 2

2008-09, 2011-12

### Nazionale (competizioni minori)
- European Golden League 2018